# آب‌انار (مرودشت)
آب انار (مرودشت)، روستایی از توابع بخش سیدان شهرستان مرودشت در استان فارس ایران است.

## جمعیت
این روستا در دهستان خفرک علیا قرار دارد و بر اساس سرشماری مرکز آمار ایران در سال ۱۳۸۵، جمعیت آن ۳۱۲ نفر (۸۲ خانوار) بوده‌است.